# Ursula Bonhoff
Ursula Bonhoff (* 1. Dezember 1930; † 1. Januar 2021) war eine deutsche Filmregisseurin.

## Leben
Über das Leben der 1930 als Ursula Obuch geborenen Ursula Bonhoff sind nur lückenhafte Informationen vorhanden. Bekannt ist, dass sie sechs Jahre am Berliner Deutschen Theater unter Wolfgang Langhoff und Wolfgang Heinz als Regieassistentin und Schauspielerin arbeitete. In über zwanzig Filmen und Fernsehspielen der DDR-Filmgesellschaft DEFA und im Fernsehen der DDR führte sie Regie. Dabei arbeitete sie häufig mit ihrem Ehemann, dem Schriftsteller Otto Bonhoff (1931–2001), sowie auch den Autoren Friedrich Karl Kaul und Anne Dessau zusammen.
Ursula Bonhoff verstarb, nur vier Wochen nach ihrem 90. Geburtstag, am Neujahrstag des Jahres 2021.

## Filmografie
- 1973: Nachtredaktion (Fernsehspiel)
- 1974: Der Staatsanwalt hat das Wort: Moderner Diebstahl (Fernsehreihe)
- 1980: Ungewöhnliche Entscheidung (Fernseh-Dokudrama)
- 1981: Berühmte Ärzte der Charité: Der kleine Doctor
- 1981: Furcht und Elend des Dritten Reiches (Fernseh-Zweiteiler)
- 1986: Ernst Thälmann (Fernsehfilm, 1. Teil)
- 1990: Polizeiruf 110: Warum ich … (Fernsehreihe)

## Auszeichnungen
- 1979: Literaturpreis des DFD für eine Fernsehreihe über Frauengestalten[3]
- 1983: Heinrich-Greif-Preis II. Klasse im Kollektiv für die Sendereihe Berühmte Ärzte der Charité.[4]
- 1986: Nationalpreis der DDR II. Klasse im Kollektiv für den Fernsehfilm Ernst Thälmann.[5]
- 1988: Theodor-Körner-Preis[6]